# Szymon Kawiecki
Szymon Kawiecki vel Kawecki herbu Dołęga (zm. ok. 1686) – rotmistrz  pancerny  i  oboźny wojskowy. 
Rotmistrzem jest już w 1652 roku, oboźnym od 1653 roku. W tym okresie walczył z Kozakami. Od grudnia 1655 roku bierze udział w Konfederacji tyszowieckiej. W 1656 roku w walkach ze Szwedami wszedł ze swoją chorągwią w skład dywizji Stefana Czarnieckiego i Lubomirskiego, walcząc w bitwie pod Warką i w bitwie pod Kłeckiem. W czasie bitwy pod Kcynią poniósł poważne straty.
Podczas wojny z Moskwą, w 1660 roku wziął udział w kampanii i bitwie pod Cudnowem. Od 1663 roku jest chorążym Nowogródka Siewierskiego. Bierze udział w Wyprawie zadnieprzańskiej przeciwko Moskwie w 1663 r.
W 1666 roku podczas rokoszu Lubomirskiego zachowuje wierność królowi Janowi Kazimierzowi. Jego chorągiew istnieje do 1668 roku.
Ma braci: Marcina, Szymona i Andrzeja (porucznika), o których wspomina Wespazjan Kochowski, na którym zapewne oparł się Sienkiewicz w Trylogii.